# Babysitter Wanted
Babysitter Wanted è un film horror statunitense del 2009 diretto da Jonas Barnes e Michael Manasseri, scritto da Jonas Barnes e interpretato da Sarah Thompson e Matt Dallas.

## Trama
Angie viene assunta da Jim e Violet Stanton per fare da babysitter al figlio Sam. Consapevole delle recenti notizie di persone scomparse, Angie crede che qualcuno la stia perseguitando. Sulla strada per la fattoria Stanton, la sua auto si rompe e si fa dare un passaggio da Rick, suo amico e interesse amoroso, che promette di riparare la sua auto. Presso la fattoria, Jim e Violet spiegano a Angie che Sam dorme al piano di sopra, e le lasciano le istruzioni per la notte.
Durante la notte, la protagonista riceve diverse telefonate e sente strani rumori esterni. Spaventata, chiama Rick e il capo della polizia. Quest'ultimo rassicura Angie, e le dice che passerà alla fattoria più tardi nella notte. Durante la notte, quest'ultima viene attaccata da un uomo con numerose cicatrici sul corpo. Mentre viene inseguita nella casa, si imbatte in un tempio satanico. Colpisce l'uomo e mentre questo è incosciente fugge con Sam, vestito con un costume da cowboy.
Quando ormai si riteneva salva, Angie si accorge di aver lasciato le chiavi della macchina in casa. Così ritorna con Sam a casa per prenderle mentre l'uomo sfregiato è ancora svenuto in corridoio. Lei lascia Sam sulla porta principale e prende la chiave.
Mentre stanno per fuggire, l'uomo si risveglia e afferra Angie per la caviglia, facendola cadere a terra e comincia ad attaccare Sam cercando di strangolarlo. Angie afferra una mazza da golf e colpisce l'uomo. Girandolo scopre che era un prete e capisce di aver commesso un grave errore di giudizio. Sam si toglie il cappello da cowboy e rivela le corna, e Angie si accorge che è un diavolo.
Jim e Violet ritornano a casa e riconoscono l'uomo inconscio che aveva seguito Angie come qualcuno che Jim pensava di aver ucciso in Romania. Quest'ultima viene legata e portata nella stalla da Jim, per essere tagliata a pezzi e data in pasto a Sam. Angie riesce a scappare e trova Rick, nella macchina, con una ferita alla testa. Per scappare pugnala Jim nel piede, ma viene catturata nuovamente.
Dopo essere riuscita ad uccidere Jim, Angie corre di nuovo nella stalla e giustizia Sam. Si sveglia il giorno dopo all'ospedale e un altro poliziotto la informa che quest'ultimo non è stato trovato. La scena successiva mostra che Sam ha trovato un'altra famiglia adottiva, e mette fuori gli stessi annunci per trovare una babysitter.

## Distribuzione
Il film è stato distribuito al cinema limitatamente il 23 febbraio 2009. Il 4 aprile è stato proiettato al Fantasia Film Festival. È stato quindi commercializzato in DVD e Blu-Ray il 25 maggio 2010.